# NGC 3337
NGC 3337 је спирална галаксија у сазвежђу Секстант која се налази на NGC листи објеката дубоког неба.
Деклинација објекта је + 4° 59' 20" а ректасцензија 10h 41m 47,5s. Привидна величина (магнитуда) објекта NGC 3337 износи 14,0 а фотографска магнитуда 14,8. NGC 3337 је још познат и под ознакама CGCG 37-119, NPM1G +05.0267, PGC 31860.